# Olga Lugo
Olga Marina Lugo Guardia (ur. 25 maja 1965) – wenezuelska zapaśniczka w stylu wolnym. Trzykrotna medalistka mistrzostw świata, złoty medal w 1991. Zdobyła dwa srebrne medale mistrzostw panamerykańskich, w 1997 i 1998 roku. 
W judo zdobyła brązowy medal na igrzyskach panamerykańskich w 1987 roku